# フィル・キャンベル
フィル・キャンベル（Philip Anthony Campbell　1961年5月7日 - ）は、ウェールズ出身のロックミュージシャン、ギタリスト、ソングライター。
英国のロックバンド「モーターヘッド」のギタリストとして、2015年にバンドが消滅するまでの約30年間在籍した。以降は、息子達と共に新グループを立ち上げ活動している。

## キャリア
ウェールズ南部のポンティプリッド出身。10歳でギターを始める。ジミ・ヘンドリックス、トニー・アイオミ、ジミー・ペイジ、ヤン・アッカーマン、マイケル・シェンカー、トッド・ラングレン等の影響を受ける。
12歳の時、ホークウィンドのライブを観た際にレミーのサインをもらう。13歳にしてセミ・プロとしてキャバレー・バンドなどで演奏を開始。その後、パブロック・バンド「ロクトプス」の一員として本格的なプロ活動をスタートし、サウス・ウェールズ地域を中心に活動する。1979年、ヘヴィメタル・バンド「ペルシャン・リスク」を結成。"Calling For You" (1981)、"Ridin' High" (1983) などを発表した。

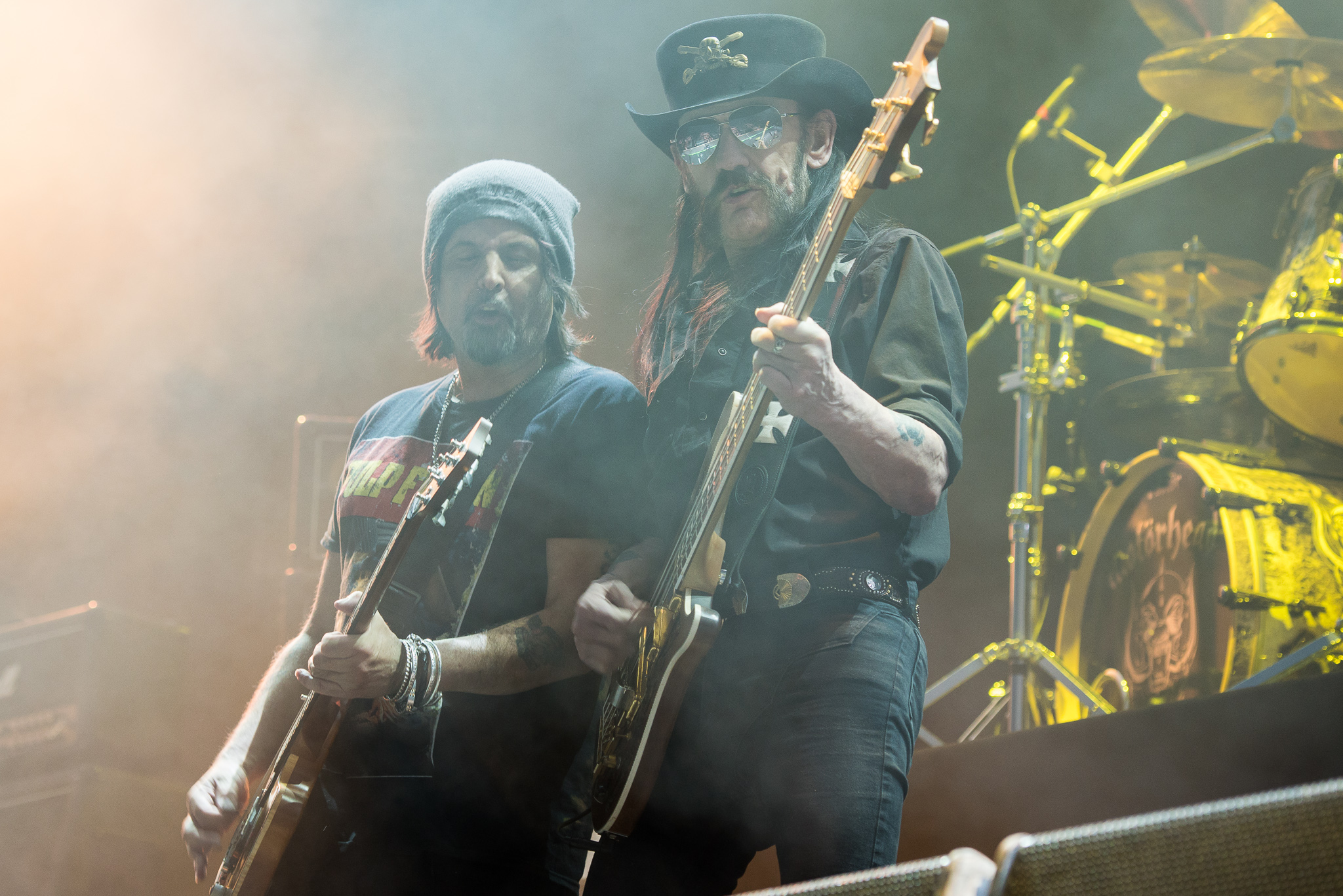
晩年のレミーと (2015年)

1984年初頭、ブライアン・ロバートソン脱退に伴い行われた「モーターヘッド」のギタリスト募集オーディションに参加。ワーゼルことマイケル・バーストンとともに最終選考に残った。レミーは当初、従来のトリオ編成を継承すべく、ひとりだけを採用するつもりであったが、ワーゼルとキャンベルのコンビネーションを聴いて両方をグループに迎える決断をした。
同年2月、モーターヘッドのメンバーとしてテレビシリーズ「ヤング・ワン」(The Young Ones) のサウンドトラック制作に参加。続いて9月15日には、コンピレーション・アルバム『ノー・リモース』(No Remorse) をリリース。
1995年には、ワーゼルが脱退してトリオ編成に戻り、キャンベルがひとりでギターを担当している（ギタリストとしての在籍期間は歴代最長）。以降、レミーが亡くなりバンド活動が終了した2015年末まで務めた。
以降は、3人の息子たちとロックバンド「Phil Campbell's All Starr Band」結成しEPを制作。その後「Phil Campbell and the Bastard Sons (フィル・キャンベル・アンド・ザ・バスタード・サンズ)」と改名し、2018年にデビューアルバム『The Age of Abdurdity』を発表した。
そして2019年10月には、自身初となるソロアルバム『Old Lions Still Roar』をリリースしている。

## 使用機材
これまで使用してきたギターは、多種多様のメーカーモデルを取り扱っている。
モーターヘッド時代からは、フランスのLAG製エクスプローラー（セイモア・ダンカン製ハンバッカー×2、ボリュームコントロール×1）、ドイツのフラマス製（Framus）、米国ギブソン製（Gibson）のレスポールやフライングV、日本のキャパリソン製（Caparison）などを使用。ブライアン・ムーア製（Brian Moore）のカスタムギターやジャクソン製（Jackson）のキングV、変形型のミナリーク ・インフェルノも扱った事がある。
近年はスイスのレリッシュ製（Relish）を使用している。その他にもパーカー（Parker）、クレイマー（Kramer）、ESP、PRS等を所有。
アンプはマーシャルを使用。スタジオではLine 6、ENGL、Laboga などのアンプも使用する。

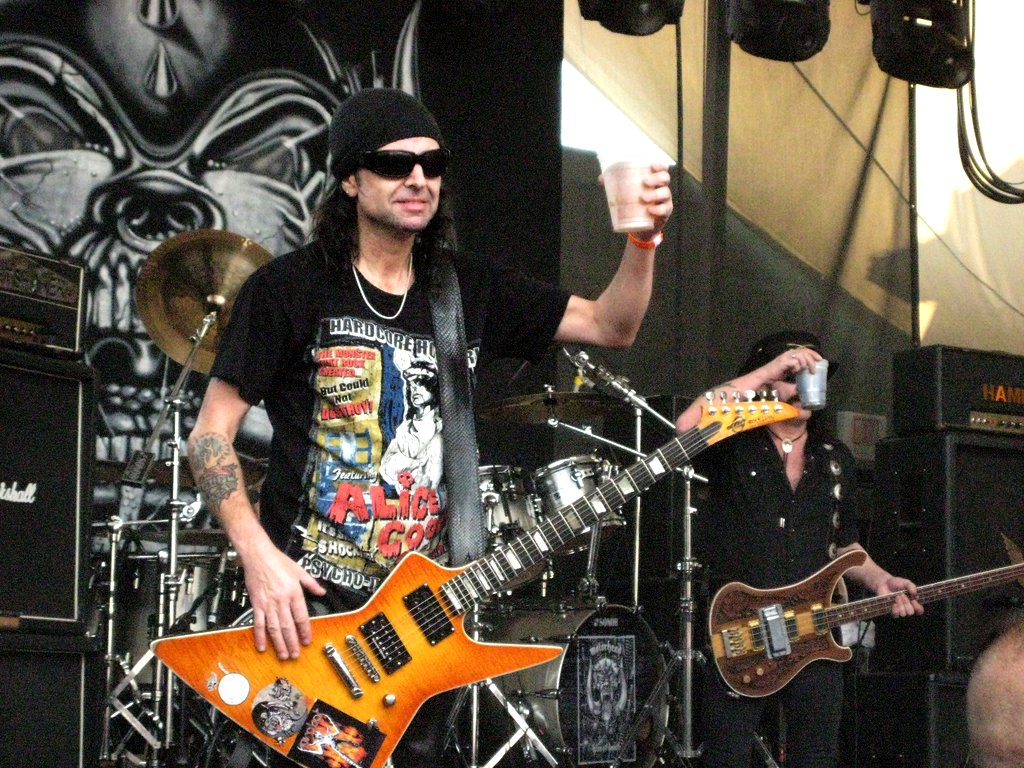
LAG製エクスプローラー「S1000PC-HOS」シグネチャーモデル (2007年)
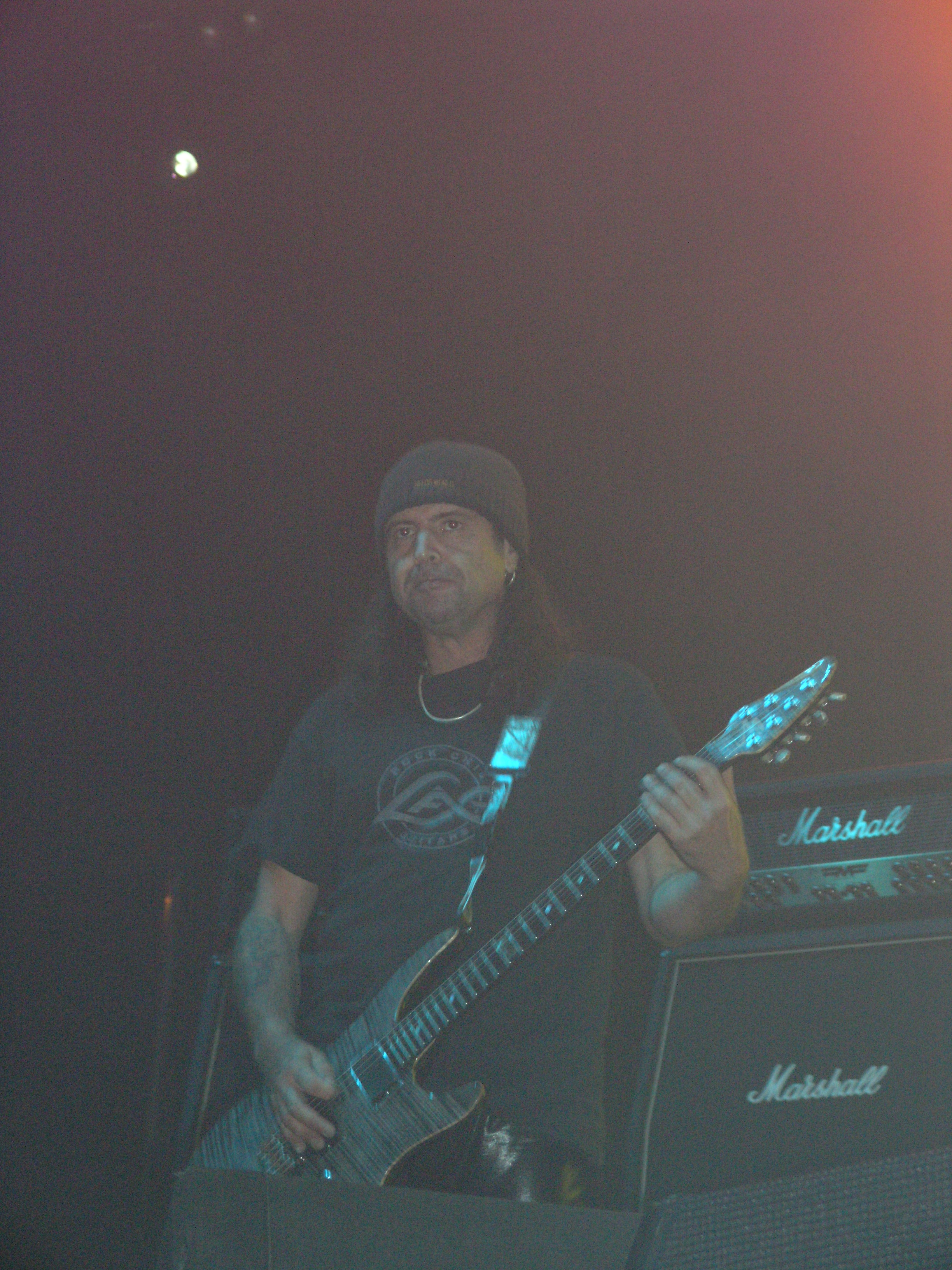
ブライアン・ムーア製「MC1」カスタムモデル (2007年)
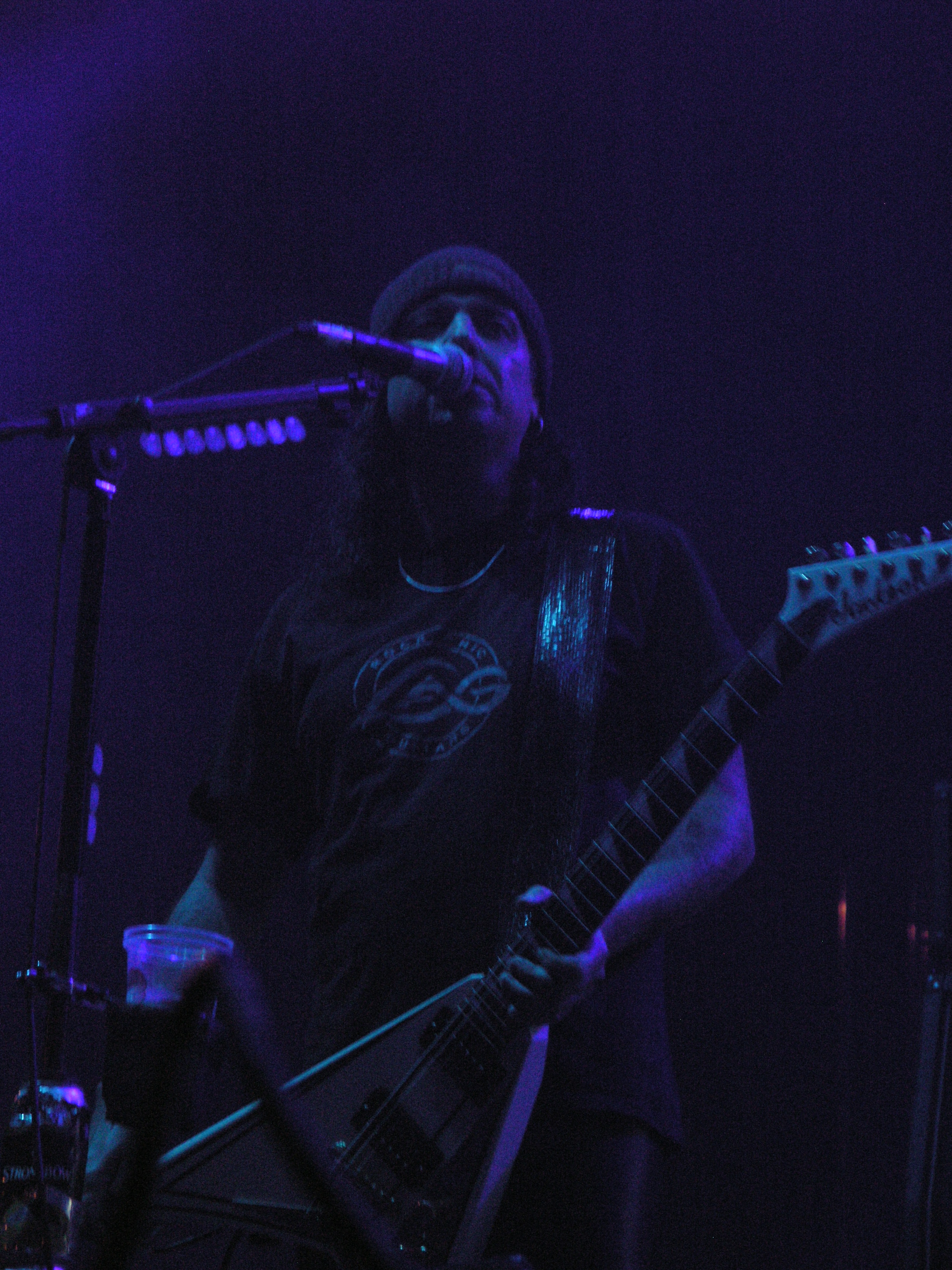
ジャクソン製「King V」シグネチャーモデル (2007年)
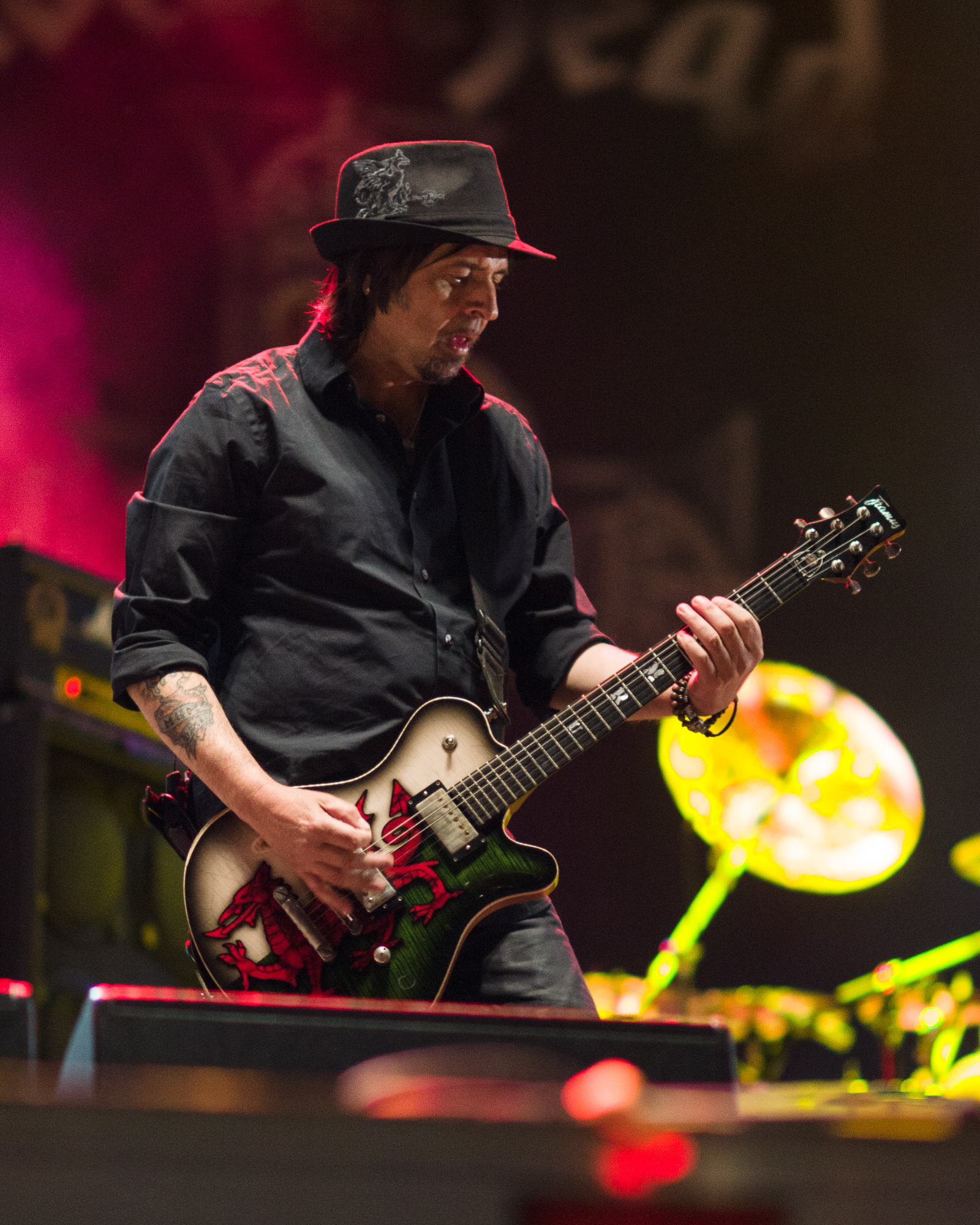
フラマス製「Panthera Supreme」シグネチャーモデル (2013年)
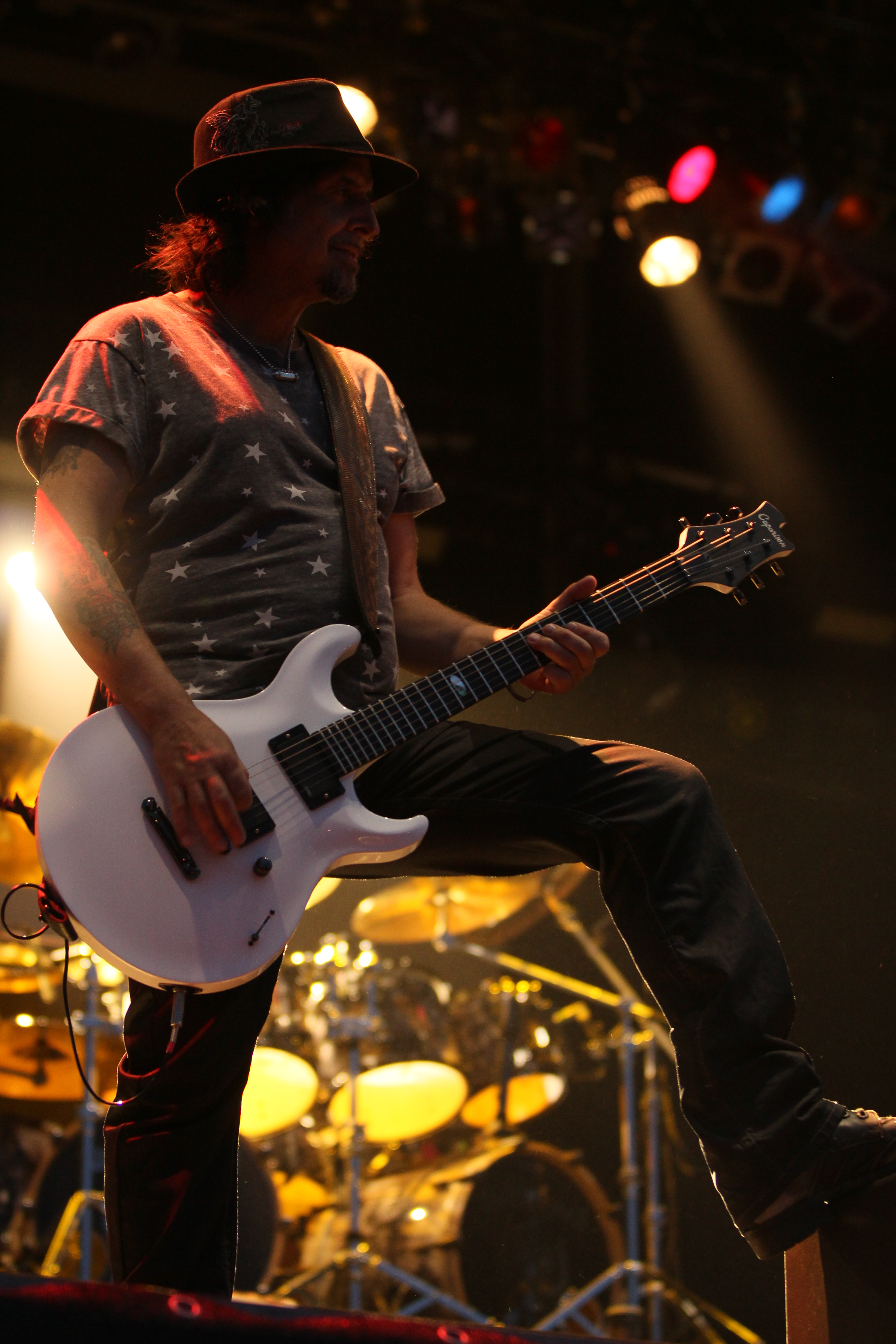
キャパリソン製「Angelus M3B」シグネチャーモデル (2014年)
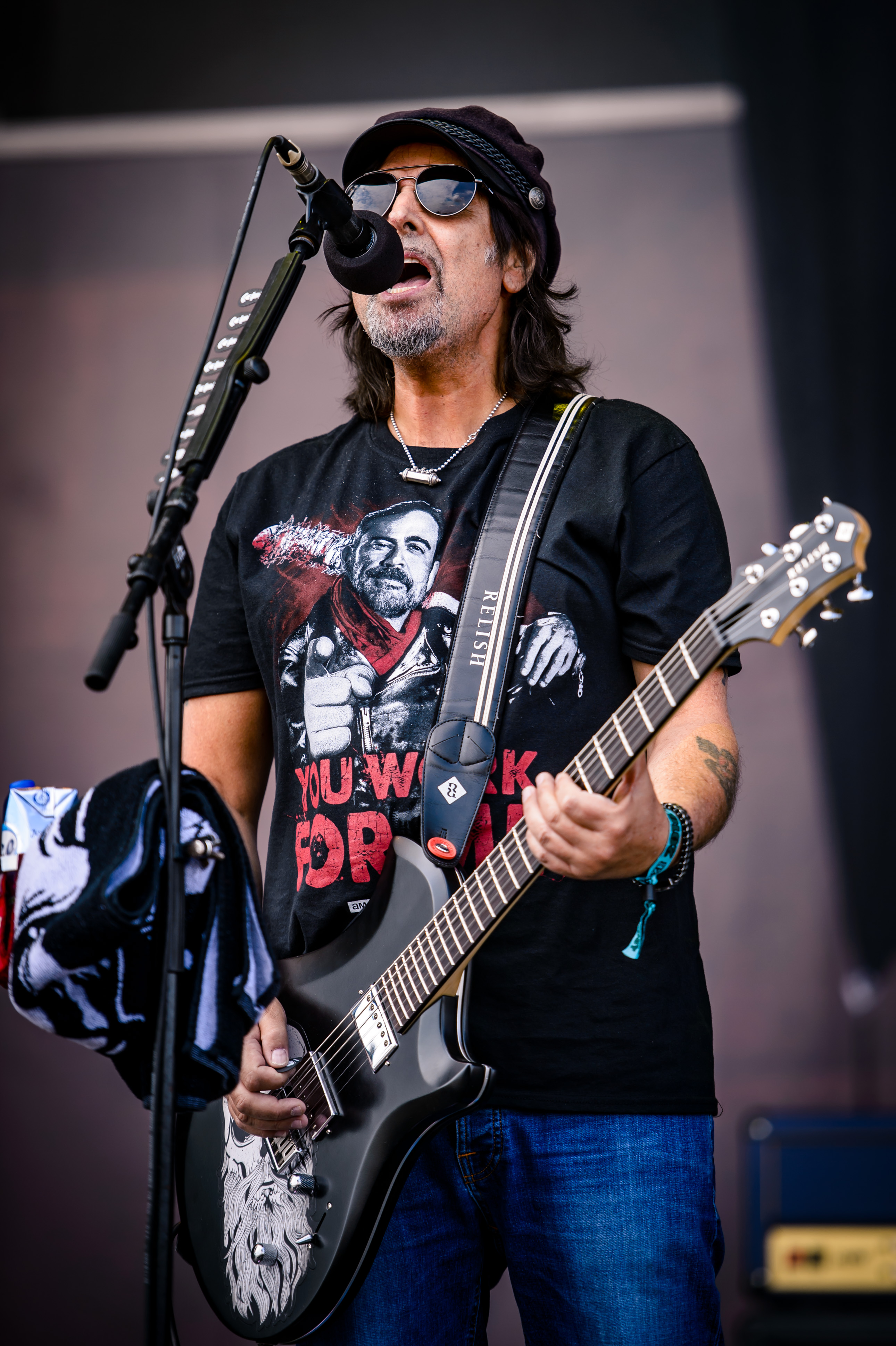
レリッシュ製シグネチャーモデル (2018年)

## フィル・キャンベル・アンド・ザ・バスタード・サンズ
フィル・キャンベルと3人の息子を中心に、2016年に発足。消滅した「モーターヘッド」の音楽性を受け継いでいる。

### メンバー
※2024年1月時点 

#### 現ラインナップ
- フィル・キャンベル (Phil Campbell) - ギター
- トッド・キャンベル (Todd Campbell) - ギター
- デイン・キャンベル (Dane Campbell) - ドラムス
- タイラ・キャンベル (Tyla Campbell) - ベース
- ジョエル・ピータース (Joel Peters) - ボーカル (2021– )

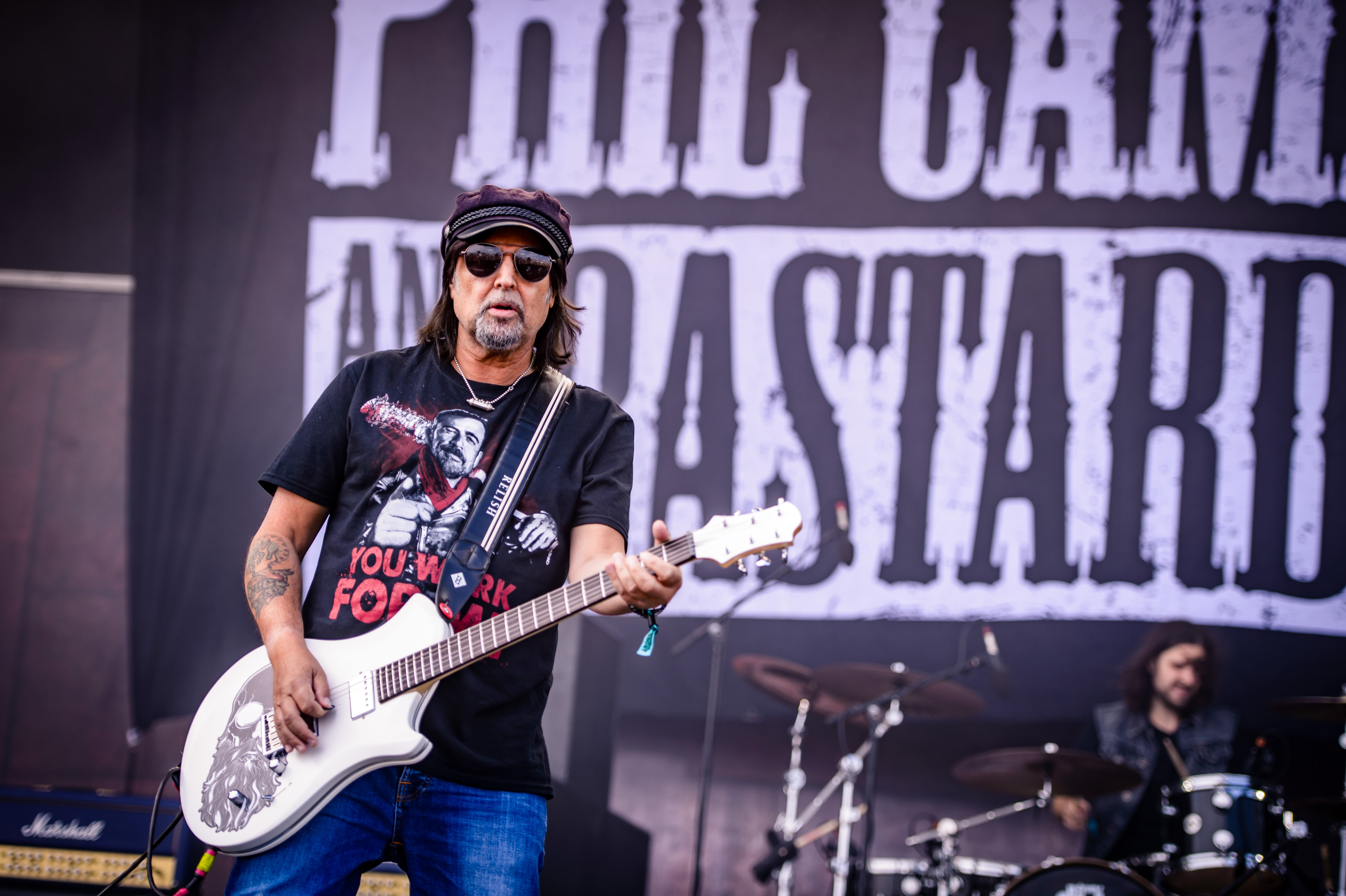
フィル・キャンベル(G) 2018年
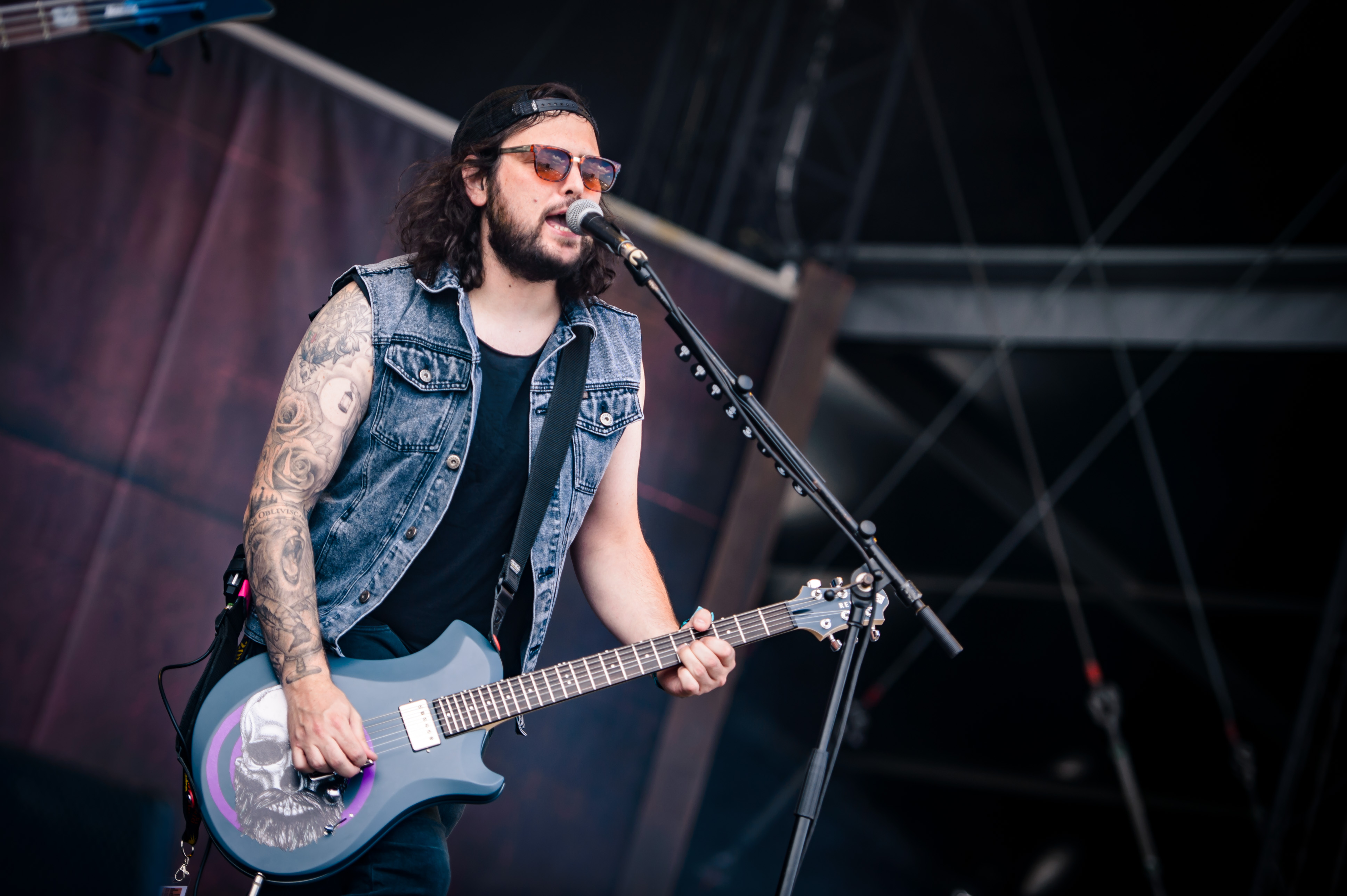
トッド・キャンベル(G) 2018年
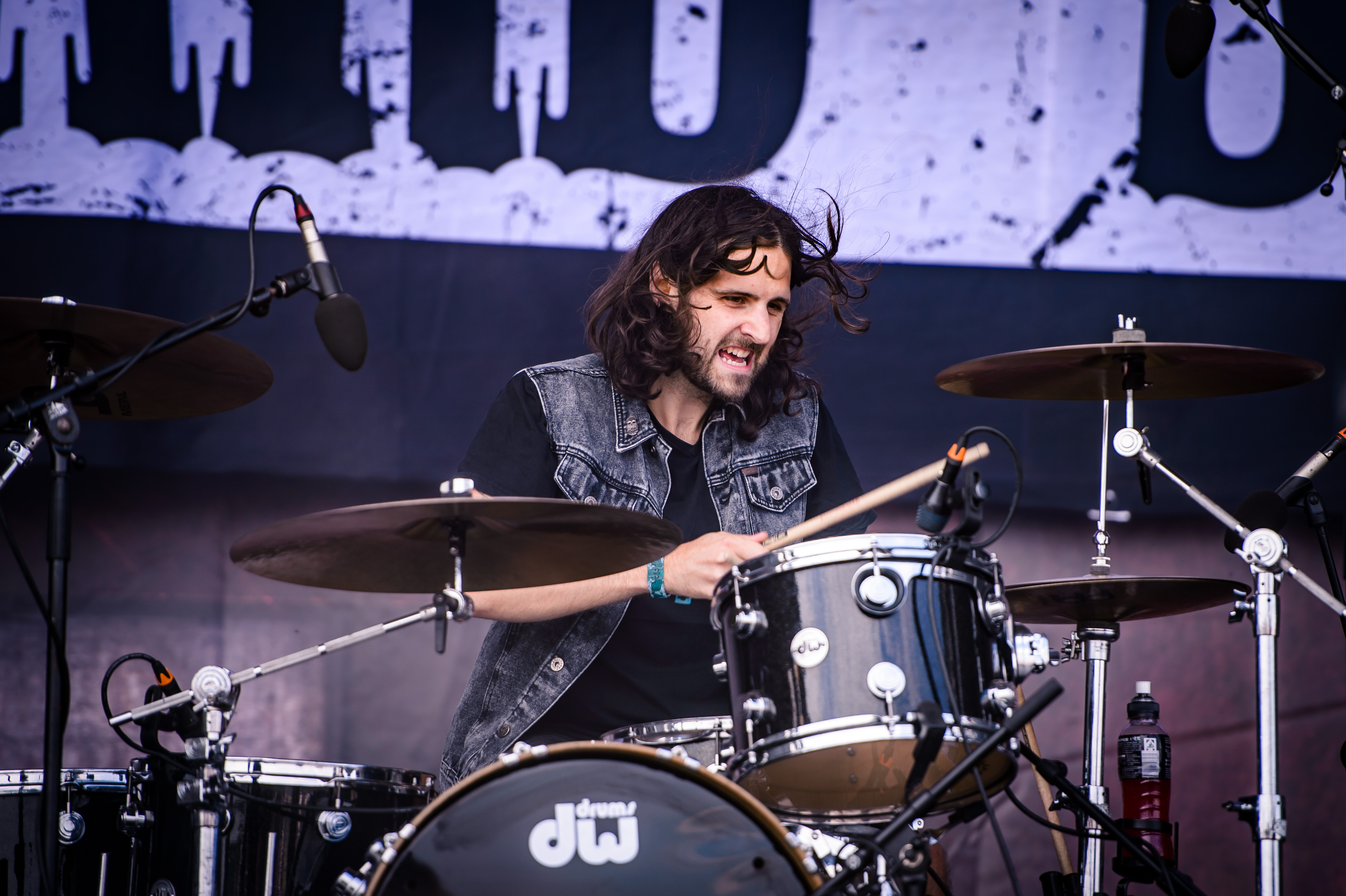
デイン・キャンベル(Ds) 2018年
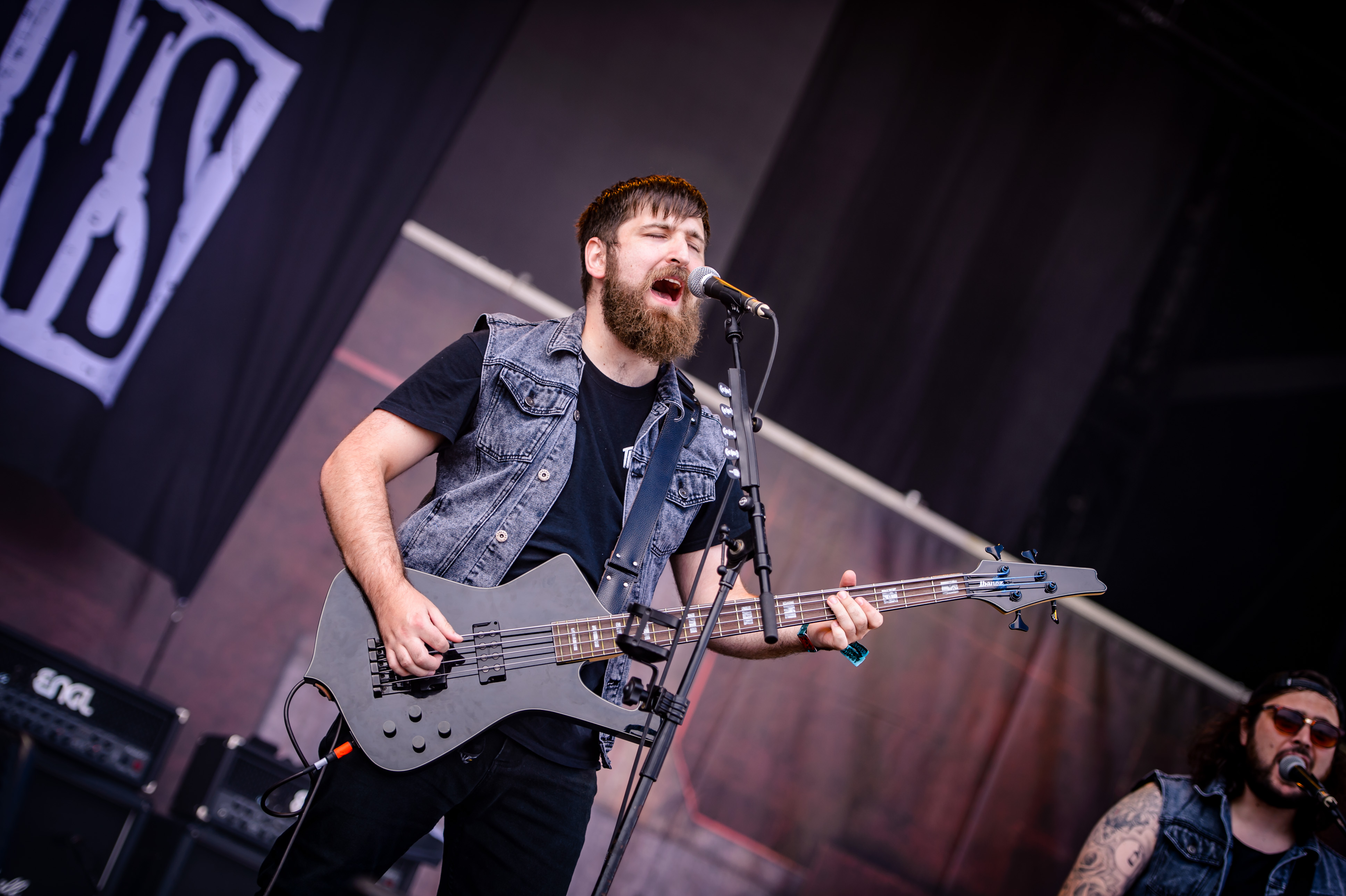
タイラ・キャンベル(B) 2018年

#### 旧メンバー
- ニール・スター (Neil Starr) - ボーカル (2016–2021)

## ディスコグラフィ

### ソロアルバム
- Old Lions Still Roar - オールド・ライオンズ・スティル・ロアー（2019）

### フィル・キャンベル・アンド・ザ・バスタード・サンズ
- Phil Campbell and the Bastard Sons (EP)（2016）
- Live at Solothurn (EP)（2017）
- The Age of Abdurdity - ジ・エイジ・オブ・アブサーディティー（2018）
- We're the Bastards - ウィーアー・ザ・バスターズ（2020）
- Kings of the Asylum - キングス・オブ・ザ・アサイラム（2023）

### ペルシャン・リスク
- Too Different (EP)（1984）
- Rise Up（1986）